# Aguas (Huesca)
Aguas es una localidad de la comarca de la Hoya de Huesca, actualmente perteneciente al municipio de Loporzano, en la Provincia de Huesca (España). Está situado en la plataforma de una colina de fácil acceso y poca elevación.

## Historia
- En octubre de 1234, doña Oria Giménez de Luesia, dio al monasterio de Sijena la villa de Aguas con sus términos (UBIETO ARTETA, Documentos de Sijena, nº. 142)
- En 1566 era de las monjas de Sijena (DURÁN, Un informe. p. 295)
- En 1610 seguía siendo de Sijena (LABAÑA, p. 60)
- 1960-1970 se une al municipio de Loporzano

## Demografía
| Gráfica de evolución demográfica de Aguas entre 1842 y 1960 |
| |
| Población de derecho según los censos de población del INE Población de hecho según los censos de población del INEEntre el censo de 1970 y el anterior, este municipio desaparece porque se integra en el municipio Loporzano |

| 1857 | 1900 | 1950 | 1970 | 2000 | 2001 | 2002 | 2003 | 2004 | 2005 | 2008 |
| ---- | ---- | ---- | ---- | ---- | ---- | ---- | ---- | ---- | ---- | ---- |
| 370  | 338  | 214  | 111  | 34   | 34   | 34   | 35   | 36   | 37   | 50   |

## Monumentos
- Parroquia dedicada a Santiago